# Győző Forintos
Győző Forintos (ur. 30 lipca 1935 w Budapeszcie, zm. 6 grudnia 2018 tamże) – węgierski szachista i sędzia klasy międzynarodowej (od 1994), arcymistrz od 1974 roku.

## Kariera szachowa
Od roku 1954 wielokrotnie startował w finałach indywidualnych mistrzostw Węgier, najlepszy wynik osiągając w 1968 w Budapeszcie, gdzie zdobył tytuł mistrza kraju. Rok później również odniósł duży sukces, zajmując w finałowym turnieju II miejsce (za Peterem Dely). Pomiędzy 1958 a 1974 rokiem sześciokrotnie reprezentował narodowe barwy na szachowych olimpiadach, zdobywając 4 medale: trzy wraz z drużyną (srebrne w latach 1970 i 1972, brązowy - w 1966) oraz indywidualnie złoty, za wynik 10½ z 13 partii na VI szachownicy w roku 1958. Oprócz tego, w latach 1961 - 1973 czterokrotnie wystąpił w drużynowych mistrzostwach Europy, na których wywalczył 6 medali: cztery wraz z drużyną (srebrny w roku 1970, brązowe - 1961, 1965, 1973) oraz indywidualnie dwa złote (1965 - na VI szachownicy, 1970 - na IX szachownicy).
Odniósł wiele sukcesów w turniejach międzynarodowych, m.in. w Reggio Emilia (turniej szachowy) (1962/63, I m.), Budapeszcie (1963, I m.; 1966, dz. I m,; 1968, I m.), Bordeaux (1964, dz. I m. wraz z Klausem Dargą i Aleksandarem Matanaviciem), Monte Carlo (1969, turniej B, dz. I m. wraz ze Stefano Tatai), Wijk aan Zee (1970, turniej B, II m. za Ulfem Anderssonem), Bai (1971, memoriał Lajosa Asztalosa, I m.), Caorle (1972, turniej strefowy, III m. za Ljubomirem Ljubojeviciem i Borislavem Ivkovem), Madonna di Campiglio (1973, dz. II m. za Vlastimilem Jansą, wraz z Borislavem Ivkovem), Vrnjackiej Banji (1973, II m.), Reykjavíku (1974, II m.), Nowym Sadzie (1974, II m.), Sarajewie (1978, II m.) oraz w Cienfuegos (1979, memoriał Jose Raula Capablanki, III m. za Jewgienijem Swiesznikowem i Larry Christiansenem).
Najwyższy ranking w karierze osiągnął 1 lipca 1972 r., z wynikiem 2495 punktów zajmował wówczas 77. miejsce na światowej liście FIDE, jednocześnie zajmując 4. miejsce wśród węgierskich szachistów.
Jest autorem (wraz z Ervinem Haagiem) dwóch książek poświęconych szachowym debiutom:
- Petroff Defence, 1992, ISBN 0-02-028561-2
- Easy Guide to the 5.Nge2 King’s Indian, 2000, ISBN 1-85744-245-8